# Погостье (станция)
Пого́стье — железнодорожная станция Октябрьской железной дороги, расположенная на железнодорожной ветке Мга — Кириши (Ленинградская область).

## История
Строительство станции начато в период Первой мировой войны силами австрийских солдат и офицеров, пленённых русскими войсками при Брусиловском прорыве.
В период зимы 1941 — весны 1942 годов станция стала отправной точкой для начала Любанской наступательной операции по прорыву блокады Ленинграда. С плацдарма линии Воронов — Погостье — Жарок войска 54-й армии Ленинградского фронта начали наступательные действия в направлении города Любань с целью соединения с войсками 2-й Ударной армии Волховского фронта и дальнейшего окружения Мгинско-Тосненской группировки немецко-фашистских захватчиков. В районе станции и ж/д переезда войска Красной Армии долго и безрезультатно в лобовых атаках пытались взять укрепленные позиции XXVIII-го армейского корпуса ВС Германии (вермахта). Удалось это ценой огромных потерь. Согласно оценкам самих участников тех событий, а также по архивным материалам, на маленьком участке фронта войска Красной Армии за неполных 3 месяца потеряли убитыми и пропавшими без вести (не считая раненых) более 30 тыс. солдат и офицеров. Их не успевали хоронить во время боёв, и они так и остались лежать по воронкам, канавам, вдоль и ныне существующей ж/д ветки и насыпи. До сих пор в тех болотистых лесах поисковики каждый год находят останки воинов. Земля в тех местах напичкана железом: боеприпасы, разбитая техника, колючая проволока.
Ветеран 54-й армии Н. Н. Никулин в своей книге «Воспоминания о войне» описал пережитое в боях за станцию Погостье бойцами и командирами РККА.

Чего стоил, например, переход через железнодорожное полотно под Погостьем в январе 1942 года. Этот участок простреливался и получил название «долина смерти». (Их много было, таких долин, и в других местах.) Ползём туда вдесятером, а обратно — вдвоём, и хорошо, если не раненые. Перебегаем по трупам, прячемся за трупы — будто так и надо. А завтра опять посылают туда же… А когда рядом рвёт в клочья человека, окатывает тебя его кровью, развешивает на тебе его внутренности и мозг — этого достаточно в мирных условиях, чтобы спятить.
…Раньше всё представлялось в «лягушачьей перспективе» — проползая мимо, не отрываешь носа от земли и видишь только ближайшего мертвеца. Теперь же, встав на ноги, как подобает царю природы, мы ужаснулись содеянному на этом клочке болотистой земли злодейству! Много я видел убитых до этого и потом, но зрелище Погостья зимой 1942 года было единственным в своём роде! Надо было бы заснять его для истории, повесить панорамные снимки в кабинетах всех великих мира сего — в назидание. Но, конечно, никто этого не сделал. Обо всём стыдливо умолчали, будто ничего и не было.

И всё-таки Погостье взяли. Сперва станцию, потом деревню, вернее места, где всё это когда-то было. Пришла дивизия вятских мужичков, низкорослых, кривоногих, жилистых, скуластых. «Эх, мать твою! Была не была!» — полезли они на немецкие дзоты, выкурили фрицев, все повзрывали и продвинулись метров на пятьсот. Как раз это и было нужно. По их телам в прорыв бросили стрелковый корпус, и пошло, и пошло дело. 
Артиллерист 88-го артиллерийского полка 80-й стрелковой Любанской дивизии Василий Чуркин так описал в своём военном дневнике станцию Погостье 9 марта 1942 года:

Большой ценой досталось нам это Погостье, тысячами трупов была усеяна изрытая снарядами земля. Трупы, всюду трупы. Куда ни пойди, везде лежали убитые. Я уже не новичок, мне приходилось видеть страшные картины войны, но здесь, увидев устланную в таком огромном количестве трупами землю, я был потрясён до глубины души. Среди убитых много было и вражеских солдат. Ни словами, ни на бумаге не передать, как сам видел и ощутил эти страшные картины

## Ссылка
- Погостье // От Выборга до Новгорода: Каталог станций. — СПб.: РИФ «РАМПА», 1998. — С. 86. — 228 с. — 1 000 экз.
- Погостье.
- Погостье в Великой Отечественной войне.
- Никулин, Н. Н. [www.belousenko.com/books/nikulin/nikulin_vojna.htm Воспоминания о войне.] — СПб.: Издательство Государственного Эрмитажа, 2007.